# Nimbougou
Nimbougou è un comune rurale del Mali facente parte del circondario di Kadiolo, nella regione di Sikasso.
Il comune è composto da 5 nuclei abitati:
- Bayarabougou
- Koura
- Nimbougou
- Siranikoroba
- Sirikasso